# Paul Oscar
Páll Óskar Hjálmtýsson, beter bekend onder zijn artiestennaam Paul Oscar (Reykjavik, 16 maart 1970) is een IJslands zanger. Hij is vooral bekend omwille van zijn deelname aan het Eurovisiesongfestival 1997.

## Biografie
In 1993 bracht Oscar zijn eerste album uit: Stuð. Twee jaar later volgde Palli, het best verkochte album in 1995 in IJsland. Twee jaar later werd Oscar intern gekozen door RUV om IJsland te vertegenwoordigen op het Eurovisiesongfestival in Dublin, Ierland. Met zijn nummer Minn hinsti dans liet hij vele wenkbrauwen fronsen. Tijdens zijn optreden dansten vier vrouwen in latexpakken rond hem, wat enige controverse losweekte.IJsland eindigde op de twintigste plaats, met 18 punten. Door deze slechte prestatie moest IJsland in 1998 een jaartje wegblijven van het festival. Opvallend was wel dat 16 van de 18 punten afkomstig waren van de vijf landen die dat jaar bij wijze van proef via televoting stemden. De presentatie waarbij de show belangrijker zou worden dan het nummer zelf, bleek trendsettend voor de komende jaren op het Eurovisiesongfestival.
1986: ICY · 
1987: Halla Margrét · 
1988: Beathoven · 
1989: Daníel Ágúst · 
1990: Stjórnin · 
1991: Stefán & Eyfi · 
1992: Heart 2 Heart · 
1993: Inga · 
1994: Sigga · 
1995: Bo Halldórsson · 
1996: Anna Mjöll · 
1997: Paul Oscar · 
1999: Selma · 
2000: August & Telma · 
2001: Two Tricky · 
2003: Birgitta · 
2004: Jónsi · 
2005: Selma · 
2006: Silvia Night · 
2007: Eiríkur Hauksson · 
2008: Euroband · 
2009: Yohanna · 
2010: Hera Björk · 
2011: Sigurjón's Friends · 
2012: Gréta Salóme & Jónsi · 
2013: Eyþór Ingi Gunnlaugsson · 
2014: Pollapönk · 
2015: María Ólafsdóttir · 
2016: Gréta Salóme · 
2017: Svala · 
2018: Ari Ólafsson · 
2019: Hatari · 
2021: Daði & Gagnamagnið · 
2022: Systur · 
2023: Diljá · 
2024: Hera Björk · 
2025: Væb
- International Standard Name Identifier: 0000 0000 7724 280X
- Library of Congress Control Number: no2010030288
- MusicBrainz: a5d7de20-620e-48f8-a667-b6adc3e1a270
- Virtual International Authority File: 107456994
- WorldCat: E39PBJfx4V4yKXjBjHYhJgCbBP